# 弘暉
端親王 弘暉（こうき、康熙36年（1697年）3月26日 - 康熙43年（1704年）6月6日）は、清の雍正帝の皇長子にして、唯一の嫡子。母は孝敬憲皇后烏拉那拉氏。

## 生涯
康熙36年（1697年）3月26日に出生し、生母は孝敬憲皇后であった。
康熙43年（1704年）6月6日、わずか8歳で弘暉は早世し、黄花山に葬られた。埋葬には、清軍が中原に入関して以降の火葬方式が用いられた。
雍正13年11月、雍正帝の崩御により即位した異母弟乾隆帝は彼を親王に追封し、諡号を「端」とした。弘暉の陵園は、易州清西陵の崇陵南西に位置する。のちに、乾隆帝は、庶母敦粛皇貴妃の子である懷親王福惠の園寢と、嫡母孝敬憲皇后の子である端親王弘暉の園寢を改修した。